# Ljoedmila Saoenina
Ljoedmila Fjodorovna Saoenina (Russisch: Людмила Фёдоровна Саунина) (Sverdlovsk, 9 juli 1952) is een Russische schaakster met een FIDE-rating van 2179 in 2016. Zij is een schaakmeester bij de dames.
In 1976 won ze het kampioenschap van Moldavië bij de vrouwen. 
Van 27 september t/m 10 oktober 2005 werd in Lignano Italië het seniorenkampioenschap voor dames verspeeld. Saoenina eindigde met 7.5 uit 9 op de eerste plaats. Ook in 2006 won ze het World Senior Chess Championship voor vrouwen. 
In 2009 won ze het Europese seniorenkampioenschap bij de vrouwen. 